# Rüdiger Nehberg
Rüdiger Nehberg, dit Sir Vival, né le 4 mai 1935 à Bielefeld et mort le 1er avril 2020 à Rausdorf, est un militant des droits de l'homme, essayiste et survivaliste allemand.

## Biographie
Rüdiger Nehberg est notamment connu pour son combat contre les mutilations génitales[réf. nécessaire]. 
Il est récipiendaire de la décoration d'Officier de l'ordre du Mérite de la République fédérale d'Allemagne.

## Publications
- Survival-Lexikon  (ISBN 3-492-23055-5)
- Sir Vival blickt zurück: Resümee eines extremen Lebens. Malik, Munich, 2010,  (ISBN 978-3-89029-374-5).
- Survival-Handbuch für die ganze Familie. ArsEd., Munich, 2008,  (ISBN 978-3-7607-3498-9).
- Voll peinlich! Erlebte Geschichten. Malik, Munich, 2008,  (ISBN 3-89029-352-2).
- Karawane der Hoffnung. Mit dem Islam gegen den Schmerz und das Schweigen. Malik, Munich, 2006,  (ISBN 978-3-89029-322-6).
- Die Autobiographie. Malik, Munich, 2005,  (ISBN 9783890292977).
- Abenteuer Urwald. Malik, Munich, 2004,  (ISBN 3-89029-286-0).
- Echt verrückt! Erlebte Geschichten. Malik, Munich, 2003,  (ISBN 9783890292649).
- Die Yanomami-Indianer. Rettung für ein Volk – Meine wichtigsten Expeditionen. Piper, Munich, 2003.  (ISBN 3-492-23922-6).
- Überleben ums Verrecken. Malik, Munich, 2002,  (ISBN 3-89029-219-4).
- Mit dem Baum über den Atlantik. Kabel, Munich, 2000,  (ISBN 3-8225-0543-9).
- Survival-Abenteuer vor der Haustür. Piper, Munich, 1999,  (ISBN 3-492-22715-5).
- Leben mit Risiko. Gespräche mit Hans-Dieter Schütt. Schwarzkopf und Schwarzkopf, Berlin 1998,  (ISBN 3-89602-143-5).
- Das Yanomami-Massaker. Den Tätern auf der Spur. Reise-Know-How-Verlag Rump, Bielefeld 1997,  (ISBN 3-89416-624-X).
- Über den Atlantik und durch den Dschungel. Eine Rettungsaktion für die Yanomami. Piper, Munich, 1994,  (ISBN 3-492-11965-4).
- Der selbstgemachte Häuptling: Tatunca Nara alias Günther Hauck – oder wie man der Welt einen Bären aufbindet. Kabel, Hambourg, 1991,  (ISBN 3-8225-0169-7).
- Die letzte Jagd. Die programmierte Ausrottung der Yanomami-Indianer und die Vernichtung des Regenwaldes. Kabel, Hambourg, 1989,  (ISBN 3-8225-0121-2).
- Survival-Training. Droemer Knaur, Munich, 1989,  (ISBN 3-426-07842-2).
- Im Tretboot über den Atlantik. Lübbe, Bergisch-Gladbach 1988,  (ISBN 3-404-60278-1).
- Medizin-Survival Überleben ohne Arzt. Goldmann, Munich, 1988,  (ISBN 3-442-10430-0).
- Let's fetz: Heute beginnt der Rest des Lebens. Kabel, Hambourg, 1984,  (ISBN 3-921909-82-1).
- Yanonámi: Überleben im Urwald. Kabel, Hambourg, 1983,  (ISBN 3-921909-71-6).
- Abenteuer Abenteuer: Blauer Nil und Rudolfsee. Kabel, Hambourg, 1982,  (ISBN 3-921909-61-9).
- Die Kunst zu überleben, Survival. Kabel, Hambourg, 1979,  (ISBN 3-921909-75-9).
- Danakil – Zu Fuß durchs Höllenloch der Schöpfung. Kabel, Hambourg, 1979,  (ISBN 3-921909-10-4).
- Drei Mann, ein Boot zum Rudolfsee. Mundus-Verlag, Stuttgart 1978.
- Drei Mann, ein Boot, der blaue Nil. Cotta, Stuttgart 1974,  (ISBN 3-7681-0079-0).

## Filmographie
- Der Deutschlandmarsch 1981, documentaire, 38 min,  (ISBN 978-3-8312-9352-0)
- Das Sperrmüllfloß, documentaire, 34 min,  (ISBN 978-3-8312-9352-0)
- Mit dem Tretboot nach Brasilien 1988, documentaire, 42 min
- Goldrausch in Amazonien 1989, documentaire, 42 min
- Wüste des Todes - Wettlauf durch den australischen Busch 1996, documentaire, 45 min
- Atlantikfahrt im Tannenbaum 2000, documentaire, 30 min
- Die Sache - Feldzug gegen ein Tabu 2006, documentaire, 60 min
- Der Dschungelläufer 2007, documentaire, 43 min
- Karawane der Hoffnung 2009, Adolf Grimme-Preis 2010